# Disegno della Navicella di Giotto
Disegno della Navicella di Giotto è il titolo di un foglio con l'immagine, tracciata a penna dal pittore toscano Parri Spinelli (Arezzo 1387 ca. – Arezzo 1453), del mosaico che si trovava sulla facciata del quadriportico dell'antica basilica di San Pietro.

## Storia e descrizione
Su disegno di Giotto, era stato realizzato un mosaico, noto come la Navicella, che era stato posto sul timpano del quadriportico dell'antica basilica costantiniana di San Pietro a Roma e che oggi, molto danneggiato per i vari trasferimenti subiti, con perdita di figure nella parte superiore, si trova nel corridoio d'ingresso della nuova basilica di San Pietro. Esistono 4 disegni trecenteschi della Navicella - tutti realizzati a penna e con varianti e che sembrano della stessa mano. Questo che è al MET proviene dalla collezione di Lord Pembroke. Degli altri tre, uno è al Louvre ed è noto anche per l'incisione che ne è stata tratta, un altro è conservato a Chantilly ed è intitolato Pesca miracolosa e l'ultimo, che è a Bayonne, è una tempesta sul lago di Tiberiade.
Il disegno al MET, che faceva parte del Libro de' disegni di Giorgio Vasari, raffigura la barca della Chiesa, in solida navigazione, la cui vela è rigonfia per il vento che proviene dalla tromba di un angelo in volo. San Pietro, che ha lasciato sulla barca gli altri undici apostoli, cammina sulle acque e va incontro a Gesù che lo attende a terra. Al lato sinistro siede su uno scoglio, lungo la strada che esce da un castello, un pescatore (a fianco ha un cesto di vimini e la scritta Giotto) che ha lanciato in acqua la sua canna. Sul bordo della barca si leggono queste parole: «Per mano di Giotto ... Santo Pietro a Roma di Musaico», tracciate in scrittura tardo gotica.
Sui rari disegni di Parri Spinelli, un artista di cui si sa poco e che era tenacemente legato allo stile pittorico tardo gotico, così si è espresso Bernard Berenson: «Nella febbrile rapidità del suo segno, nell'allungatura e snodatura delle sue figure e in certe esasperate deformazioni, egli prelude curiosamente, come disegnatore, ai manieristi del secolo dopo.»